# Люк Грінбенк
Люк Грінбенк (англ. Luke Greenbank, 17 вересня 1997) — британський плавець.
Чемпіон світу з водних видів спорту 2019 року.
Чемпіон Європи з водних видів спорту 2020 року.
Призер Чемпіонату Європи з плавання на короткій воді 2019 року.
Призер Ігор Співдружності 2018 року.

## Виступи на Олімпійських іграх
| Олімпіада  | Дисципліна                       | Місце |
| ---------- | -------------------------------- | ----- |
| Токіо 2020 | 100 метрів на спині              | 17    |
| Токіо 2020 | 200 метрів на спині              | 3     |
| Токіо 2020 | естафета 4x100 метрів комплексом | 2     |